# La Brigade sauvage
Pour plus de détails, voir Fiche technique et Distribution.
La Brigade sauvage est un film français de Marcel L'Herbier sorti en 1939. Le film a été achevé par Jean Dréville.

## Fiche technique
- Titre : La Brigade sauvage
- Réalisation : Marcel L'Herbier, Jean Dréville (non crédité) assisté d'Ève Francis et Robert-Paul Dagan
- Scénario : André-Paul Antoine, Maurice Bessy
- Dialogue : André-Paul Antoine, Maurice Bessy, Pierre Rocher
- Photographie : Michel Kelber
- Musique : Michel Michelet
- Montage : Henri Taverna
- Création des décors : Serge Piménoff
- Format :  Son mono - 35 mm - Noir et blanc - 1,37:1
- Pays :  France
- Genre : Film dramatique
- Durée : 95 minutes
- Date de sortie : 26 avril 1939

## Distribution
- Véra Korène : Marie Kalitjeff
- Charles Vanel : Général Kalitjeff
- Youcca Troubetskoï : Boris Mirski
- Lisette Lanvin : Natasha Kalitjeff
- Florence Marly : Isa Ostrowski
- Roger Duchesne : Grand-duc Paul
- Jean Galland : Maximoff
- Paul Amiot
- Denis d'Inès
- Paul Demange
- Ève Francis
- Henri Monteux
- Pierre Nay
- André Nox
- Poussard
- Philippe Richard
- Georges Vitray
- Josette Zell
- Georgina
- Georgette Lefebvre
- Liliane Lesaffre